# Tigerfibel

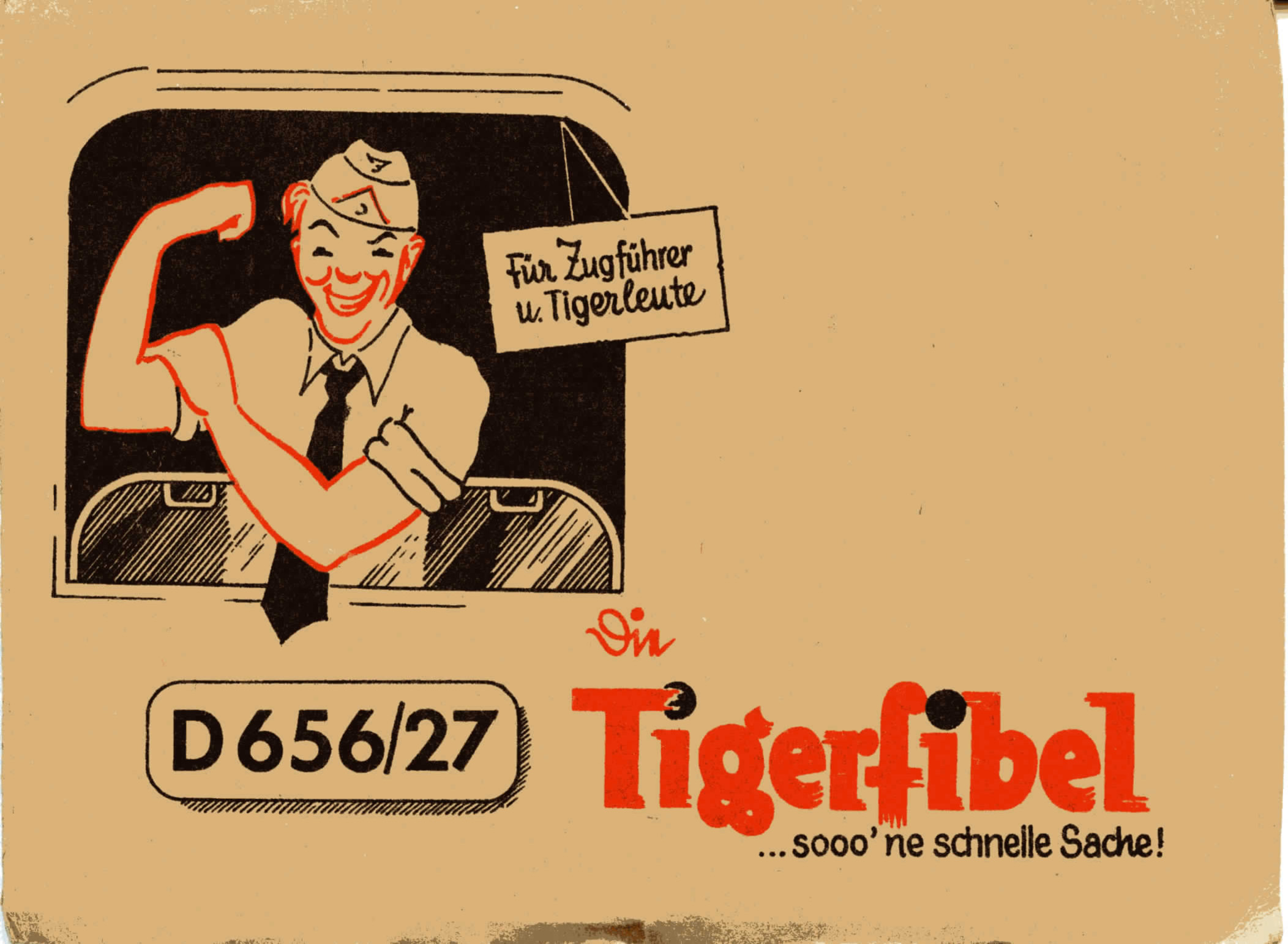
D655-27 Tigerfibel Deckblatt

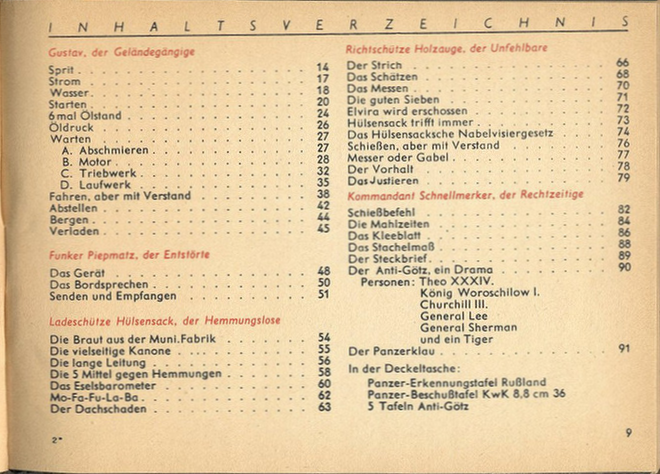
D656-27 Tigerfibel Inhaltsverzeichnis Seite 9

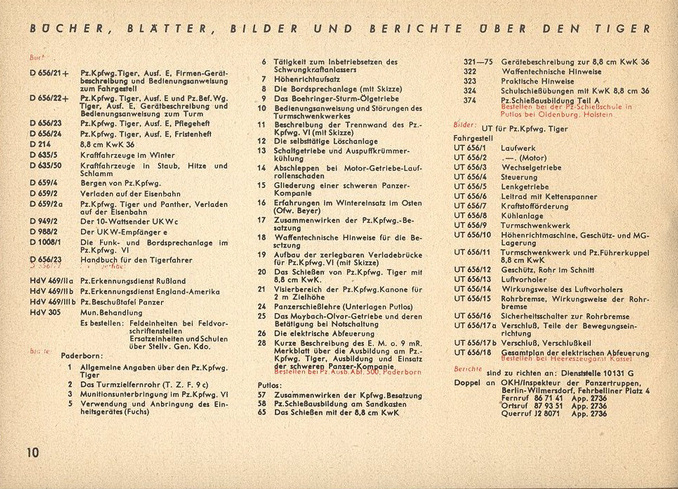
D656-27 Tigerfibel Referenzdokumente Seite 10

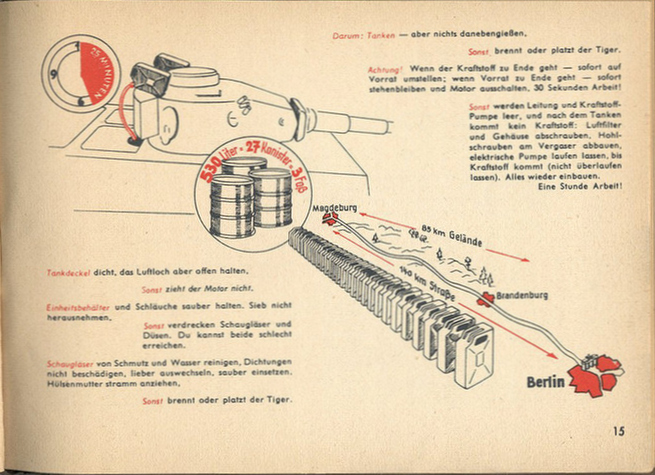
D656-27 Tigerfibel Seite 15 zum Thema Tanken

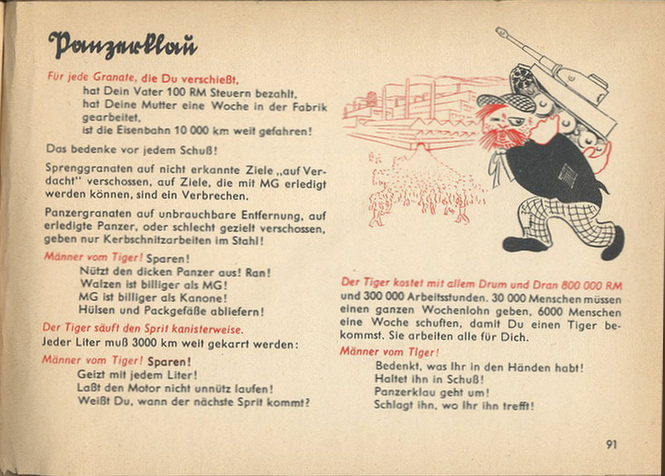
D656-27 Tigerfibel Seite 91 zum Thema „Panzerklau“

Mit der Tigerfibel und der Pantherfibel beschritt die deutsche Wehrmacht im Zweiten Weltkrieg einen vorweggenommenen Weg der Didaktik des Sachunterrichts bei der Gestaltung von Handbüchern für die Ausbildung mit Vorschriftscharakter. Sie dienten der Ausbildung von Besatzungen, Kommandanten und Zugführern des Panzerkampfwagen VI Tiger und des Panzerkampfwagen V Panther. Die Tigerfibel wurde am 1. August 1943 durch den Generalinspekteur der Panzertruppen, Heinz Guderian, als Dienstvorschrift D 656/27 erlassen und herausgegeben. Die Pantherfibel folgte am 1. Juli 1944 als D 655/27.

## Entstehung
Waffensysteme wie der „Tiger“ erforderten umfangreiche, neue Schulungsunterlagen. Der für die Ausbildung der Panzertruppe zuständige Oberstleutnant Hans Christern beauftragte seinen Regimentskameraden Leutnant Josef von Glatter-Götz mit der Erstellung eines Merkblattes. Er verfolgte einen neuen Weg im Comic-Stil, denn er vertrat die Meinung, dass die Menge an wichtigem, aber doch recht trockenem Unterrichtsstoff besser mit ansprechendem und humorvollem Stil vermittelt werden könne. Das Konzept überzeugte Christern und er gab Glatter-Götz freie Hand in der seinerzeit ungewöhnlichen Umsetzung. Die Sprache war im Truppenjargon gehalten und kam daher bei der Panzertruppe in der Ausbildung gut an. Die Grafik und die Bebilderung machte Offsetdruck notwendig. Mit dem Druck wurde der Elsner-Verlag in Berlin beauftragt.

## Charakter
Entgegen dem früheren und sonst bei militärischen Vorschriften gängigem Stil, das Erforderliche sachlich nüchtern und in trockener technischer Prosa darzustellen, verlegte man sich auf den Fibelstil. Fibeln waren damals jedermann aus der eigenen Grundschulzeit bekannt und zeichneten sich durch paarreimende Verse und einprägsame Merksätze aus, die durch einfache Bilder ergänzt wurden. Das gleiche Muster wurde für weitere der militärischen „Fibeln“ verwendet. Neben kurzen sachlichen, umgangssprachlich formulierten Darstellungen dominieren humorvolle Verse („Griesgrämig plagt sich nur der Tor, der Tigermann lernt mit Humor“). Die unvermeidbar notwendigen technischen Zeichnungen wurden durch eine Vielzahl karikaturartiger, lustiger und erotischer Illustrationen ergänzt. Dass diese Art der Präsentation gut aufgenommen wurde und erfolgreich war, ist an der Entwicklung von der Tigerfibel zur Pantherfibel erkennbar. War die Tigerfibel noch näher an den bekannten technischen Bedienungsanleitungen und Ausbildungsheften alter Art, wurde die Pantherfibel auch in der äußeren Erscheinung völlig dem neuen Stil angepasst. Lustige Verse und humorvolle Illustrationen hatten darin alles andere beinahe völlig verdrängt. Zur weiteren Unterstützung der Ausbildung wurde ihr auch noch ein auf Papier gedrucktes Brettspiel beigefügt. Beim Knüppelspiel mussten Spielfiguren (im Felde durch Patronen oder Steinchen zu ersetzen) durch Würfeln über einen mit Zahlen markierten Parcours gebracht werden. Etliche Felder waren dabei als Pannen oder Glücksfälle markiert („Du hast die Minen schnell bemerkt, womit die Sperre hier verstärkt. Drum wird, weil die Umgehung glückt, auf 24 vorgerückt.“).
Selbst trockenste Themen, wie die Zündkerze werden stilgerecht aufbereitet:
Als Krankheit wirkt meist die Entzündung

im Motor ist's ne Mordserfindung!

Doch soll er sich nicht unnütz quälen,

Musst Du die richt'ge Kerze wählen.

Für Deinen Panther ist's bekanntlich:

Die W 2 25!
Folgerichtig ließ sich sogar Guderian dazu herbei, die Fibel mit zwölf Versen zu genehmigen und in Kraft zu setzen („… Die Pantherfibel ist genehmigt. Wer sie nicht kennt, der wird erledigt.“). Die dem Konzept zugrunde liegende Überlegung wird ebenfalls in der Pantherfibel gereimt vorgestellt:
Rezept

Solides Können ist ein Schatz

Drum dient es hier als Bodensatz.

Drauf buntes Wissen und Humor

Dann kommt dirs halb so schwierig vor,

Gemixt mit ein paar Geistesblitzen

Und wichtigen Gedächtnisstützen,

So wird der Pantherpunsch gebraut

Den jedermann ganz leicht verdaut.

## Weitere Fibeln in diesem neuen Stil (Auswahl)
Auf Grund des guten Erfolges wurden einige spätere Ausbildungsvorschriften im Stil der Tigerfibel verfasst:
- Für den Panzerkampfwagen V 'Panther' die Pantherfibel. Die Pantherfibel (144 Seiten, PDF, ePub, Kindle)
- Für die äußerst komplexe Großrakete A4/V2 die V2-Fibel. Die A4-Fibel: Handbuch zum Start der A4 (1944, 167 Seiten, PDF, ePub, Kindle)
- Für Jagdflieger die Horrido – Des Jägers Schiessfibel. Horrido - Des Jägers Schiessfibel (1944, 36 Seiten, PDF, ePub, Kindle)

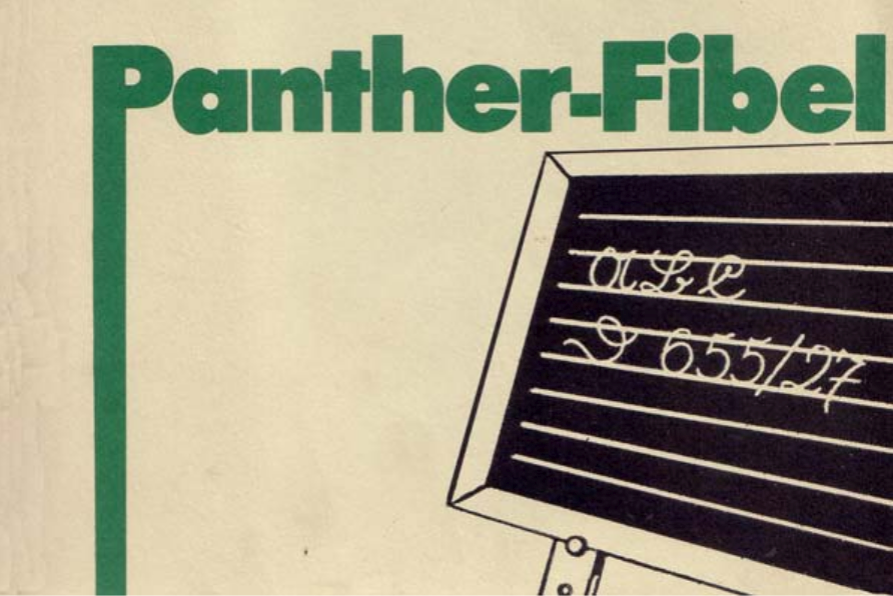
Deckblatt von D655-27 Pantherfibel
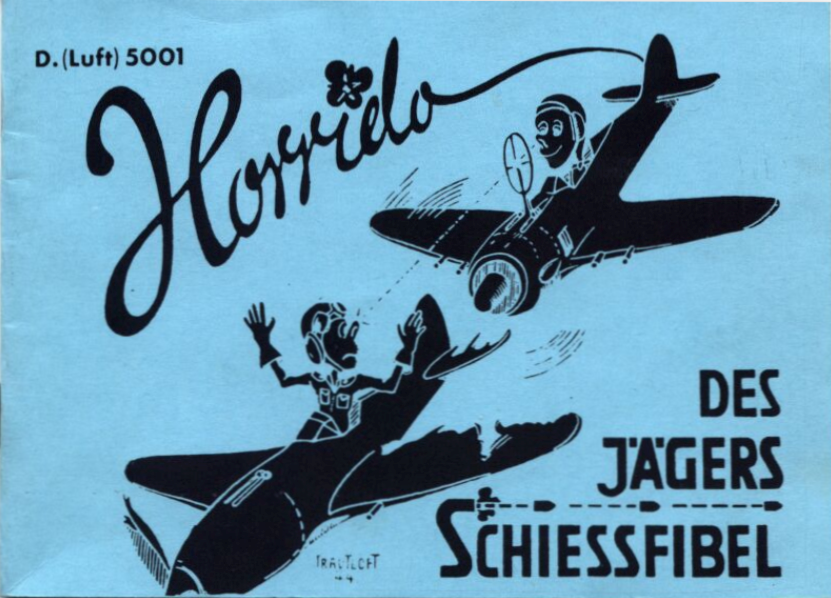
Deckblatt von D.(Luft)5001 Horrido – Des Jägers Schiessfibel

## Bundeswehr (nach 1955)

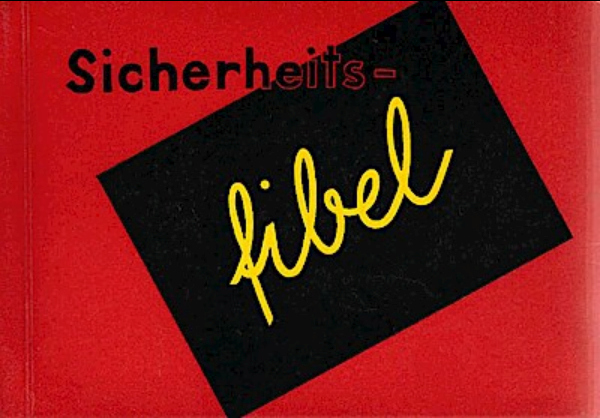
Sicherheitsfibel der Bundeswehr (1960)

Die Bundeswehr folgte dem durch Panther- und Tigerfibel eingeschlagenen Weg zu Beginn ihres Bestehens. Als Beispiel kann dafür die „Sicherheitsfibel“ genannt werden, die Mitte der 1960er Jahre zur Sensibilisierung der Truppe in Fragen von Spionage usw. eingesetzt wurde. Josef Selmayr veranlasste als Leiter des damaligen Amtes für Sicherheit der Bundeswehr (ASBw) die Herausgabe und den Druck von 500.000 Exemplaren, die im Sommer 1960 an die Truppe ausgegeben wurden. Vom Pressereferat des Verteidigungsministerium erhielt die Fibel den Namen „Struwwelpeter des kalten Krieges“, da die Fibel im Stile des literarischen Vorbildes von Heinrich Hoffmann vor Gefahren der Spionage warnen sollte und zum sorgsamen Umgang mit Informationen anhielt. Möglicherweise wurde der Illustrator früherer Fibeln für die humorvolle Vorschrift eingesetzt. Den erwähnten Fibeln ist gemeinsam, dass sie mit der alten staatlichen Tradition brechen, die Bediensteten mit drohend erhobenem Zeigefinger zu belehren, sondern stattdessen auch in sehr sicherheitsempfindlichen Fragen auf die höhere Einprägsamkeit lustiger Verse setzen. Das an sich alte Lehrprinzip (Drei-drei-drei, bei Issos Keilerei) findet damit erstmals Eingang in deutsche militärische Ausbildungsvorschriften. Besonderen Bekanntheitsgrad erreichte die ZDv 3/11 Leben im Felde, die auch als das „Dschungelbuch“ der Bundeswehr bekannt ist. Obwohl die Methode nicht nur als originell, sondern vor allem auch als effiziente und wegweisende Art der Wissensvermittlung erkannt wurde, verließ die Bundeswehr diesen Weg wieder und kehrte zu den Vorschriften alter Art zurück. Diese wurden in der Folge aber stärker als bislang bebildert und zeigten in den Illustrationen an einigen Stellen Anflüge eines burschikosen Humors.

## Bundesheer (nach 1955)
Das Bundesheer der Republik Österreich nutzte Nachdrucke der von Guerke verfassen Fibel: Fahr taktisch richtig als „Ausbildungsbehelf“ Nummer: „BMILV R 584“, die über das Bundesministerium für Landesverteidigung für das Panzergrenadier-Schulbataillon Kommando herausgegeben wurden.

## Rezeption
Die Tigerfibel wurde vom Deutschen Panzermuseum Munster als Objekt des Monats Dezember 2017 rezipiert. Dabei wurde auf die Vermittlung von technischen Inhalten vermischt mit teils erotischen, teils antisemitischen Anteilen eingegangen. Ebenfalls dort erwähnt ist die „Sicherheitsfibel“ der Bundeswehr sowie die „semioffizielle“ Fibel „Fahr taktisch richtig – ein Knigge für Kettenfahrer“, deren spätere Verwendung und das Verschwinden des „didaktischen Trends“ des Fibelformates.